# Орадур (Канталь)
Ораду́р (фр. и окс. Oradour) — коммуна во Франции, находится в регионе Овернь. Департамент — Канталь. Входит в состав кантона Пьерфор. Округ коммуны — Сен-Флур.
Код INSEE коммуны — 15145.
Коммуна расположена приблизительно в 440 км к югу от Парижа, в 100 км южнее Клермон-Феррана, в 39 км к востоку от Орийака.

## Население
Население коммуны на 2008 год составляло 294 человека.
| 1962 | 1968 | 1975 | 1982 | 1990 | 1999 | 2008 |
| ---- | ---- | ---- | ---- | ---- | ---- | ---- |
| 414  | 481  | 434  | 342  | 302  | 299  | 294  |

## Администрация
| Период | Период | Фамилия     | Партия | Примечания |
| ------ | ------ | ----------- | ------ | ---------- |
| 1966   | 1983   | Люсьен Пон  |        |            |
| 1983   | 2001   | Рене Терон  |        |            |
| 2001   | 2008   | Жан Прадель |        |            |
| 2008   |        | Робер Фале  |        |            |

## Экономика

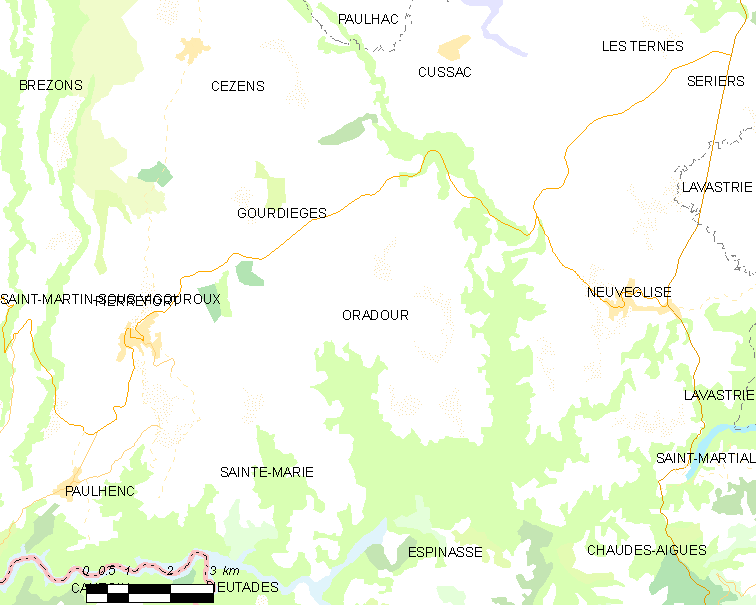
Карта коммуны

В 2007 году среди 168 человек в трудоспособном возрасте (15—64 лет) 122 были экономически активными, 46 — неактивными (показатель активности — 72,6 %, в 1999 году было 71,9 %). Из 122 активных работали 115 человек (70 мужчин и 45 женщин), безработных было 7 (5 мужчин и 2 женщины). Среди 46 неактивных 11 человек были учениками или студентами, 18 — пенсионерами, 17 были неактивными по другим причинам.

## Достопримечательности
- Замок Рошбрюн (XV век). Памятник истории с 2000 года[3]